# اشموغ یالدار
اشموغ یالدار در اساطیر ایرانی نام دیوی فریب‌کار و دروغگو که دو به‌هم‌زنی و سعایت (سخن‌چینی و بدگویی) میان دوستان از او برمی‌خیزد. لقبی است که زرتشتیان به دیوپرستان و پلیدسرشتان می‌داده‌اند.